# Paul Friedrich Meyerheim
Pour les articles homonymes, voir Meyerheim.

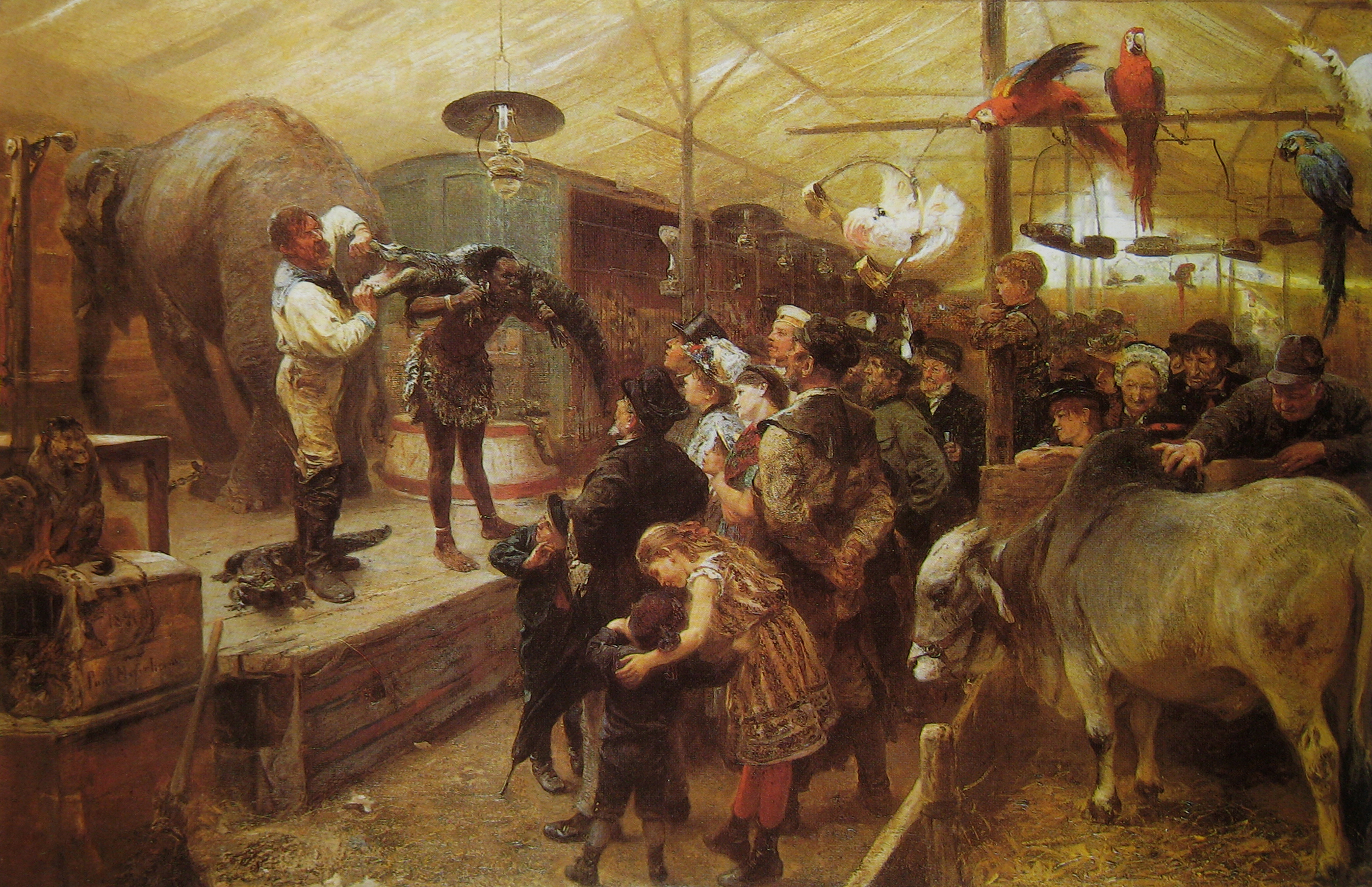
Ménagerie, 1894.

Paul Friedrich Meyerheim, né le 13 juillet 1842 à Berlin et mort le 14 septembre 1915 à Berlin, est un peintre prussien et un artiste graphique. Il a fait des portraits et des paysages, mais il est surtout connu comme peintre d'animaux.

## Biographie
Paul Friedrich Meyerheim naît le 13 juillet 1842 à Berlin.
Lui et son frère reçoivent leurs premiers cours d'art de leur père. Alors jeune garçon, il est fasciné par le nouveau jardin zoologique de Berlin et il y est allé si souvent qu'il a pu se lier d'amitié avec Martin Lichtenstein, le fondateur du zoo, qui lui a permis d'entrer dans des zones qui sont normalement fermées au public. Cette expérience l'a amené à se spécialiser dans la peinture animale.
De 1857 à 1860, il participe à l'Académie Prussienne des Arts. Plus tard, il a fait plusieurs voyages d'études en Suisse, en Belgique et aux Pays-Bas et a passé un an à Paris. En 1883, il a amené un animal en classe de peinture à l'Académie. Il a été nommé Professeur en 1887 et est devenu un membre du Sénat Académique.
Meyerheim était un ami de la famille Borsig, les propriétaires de Borsig-Werke, une entreprise qui a fabriqué des locomotives de chemin de fer. Il réalise de nombreuses illustrations et des dessins et modèles spécialement pour eux. Une attraction majeure dans le Grand Berlin, Exposition d'Art, en 1912, a été une série de sept grandes images, peint sur cuivre, qu'il avait fait pour le Borsigs dans 1873/76. Les panneaux ont été appelés "Lebensgeschichte einer Lokomotive" (Histoire de la Vie d'une Locomotive) et ont été à l'origine prévu pour le jardin loggia dans leur maison à Alt-Moabit. Certains panneaux sont maintenant la possession du musée de la Marche de Brandebourg de Berlin-Mitte et du musée allemand des techniques de Berlin.

## Autres peintres dans la famille Meyerheim
Son père était le peintre Friedrich Eduard Meyerheim (1808-1879) ; son frère aîné, Franz Meyerheim (1838-1880), était aussi un peintre comme l'étaient ses oncles, Wilhelm (1815-1882) et Hermann (fl. dans les années 1860).

## Les panneaux deL'Histoire de la vie d'une locomotive

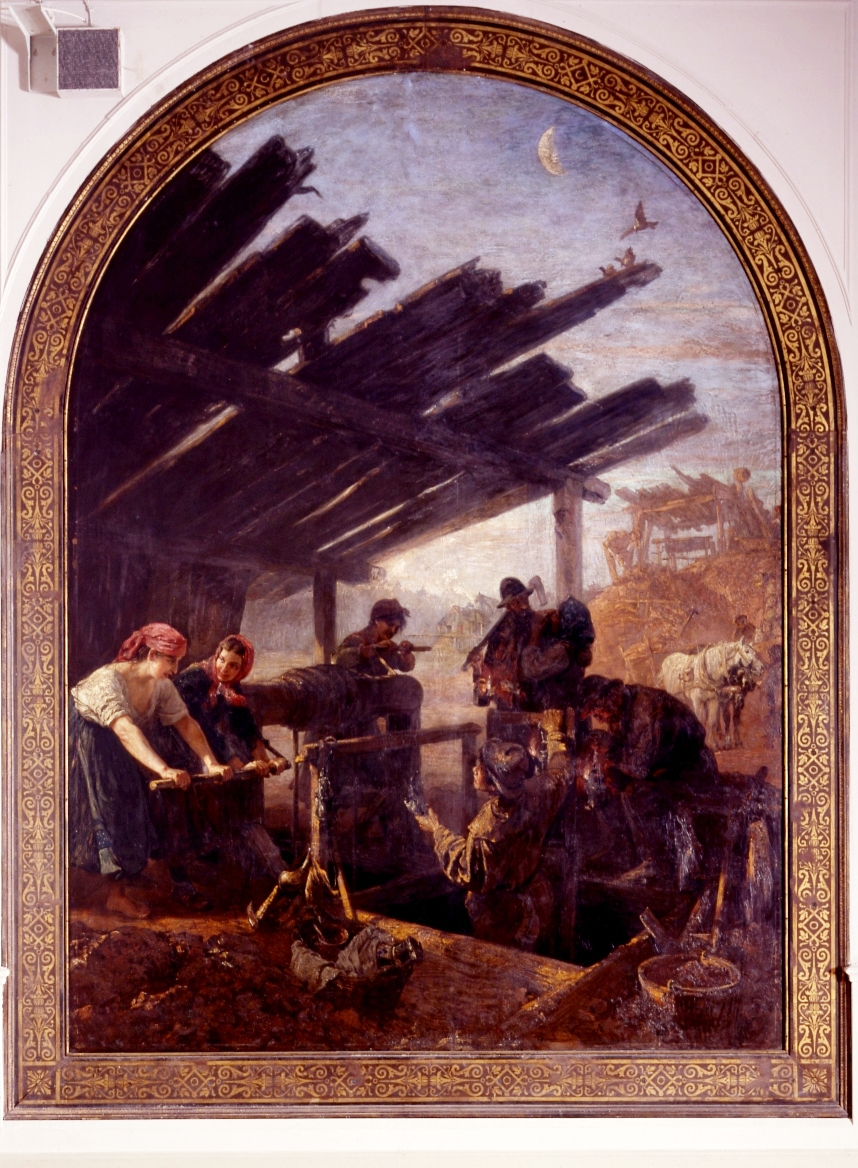
L'Extraction de minerai
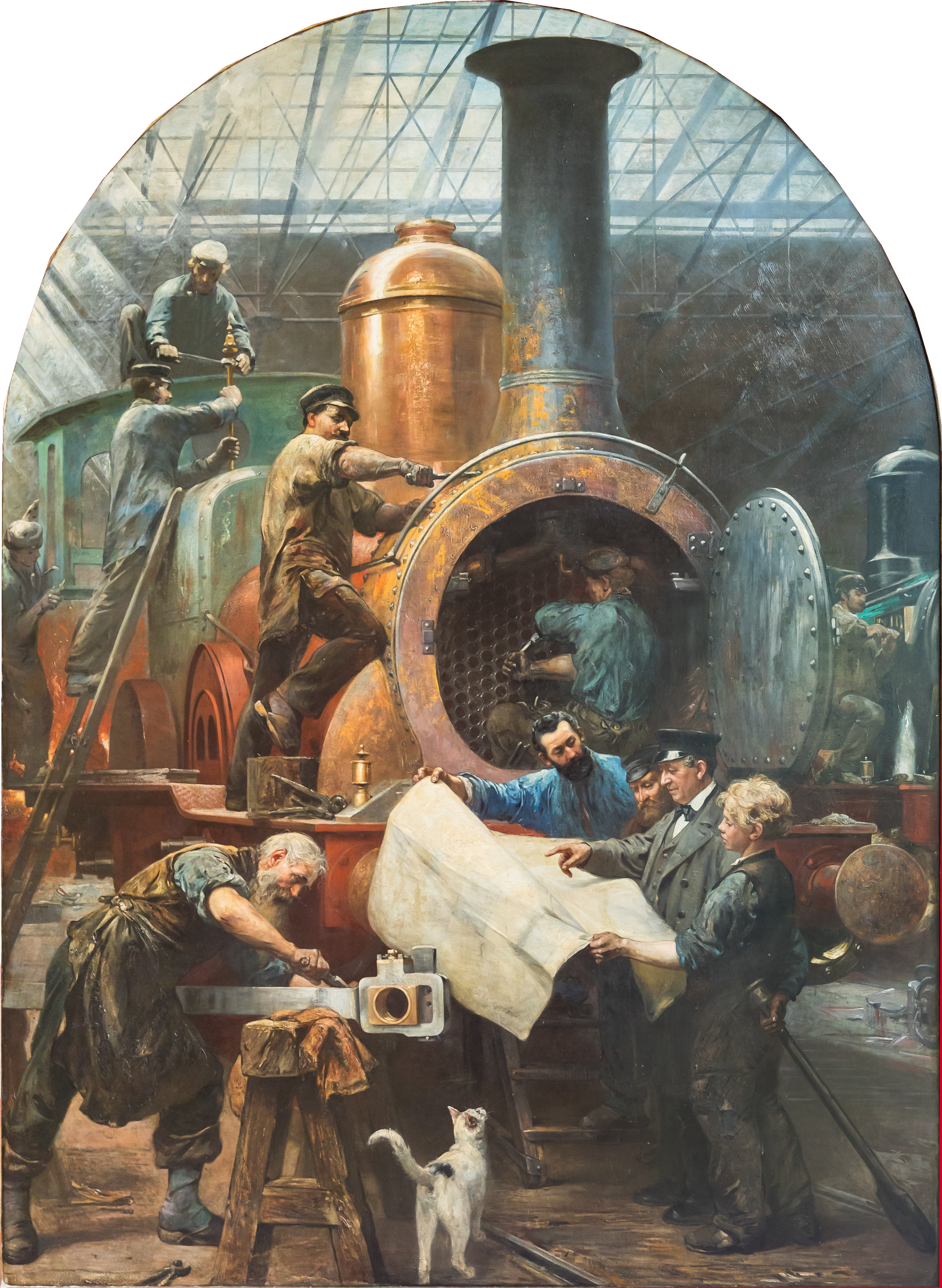
Construction de la locomotive
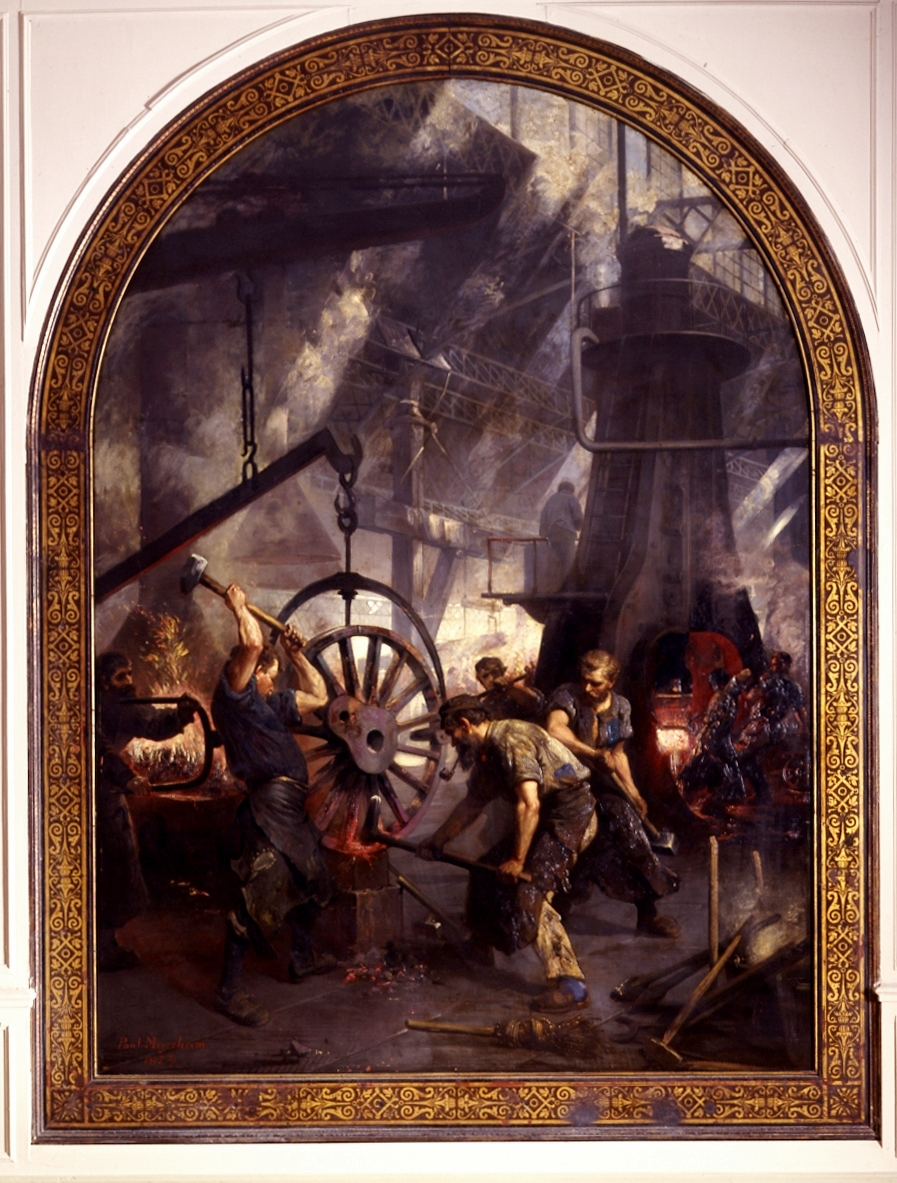
Les Travaux de génie
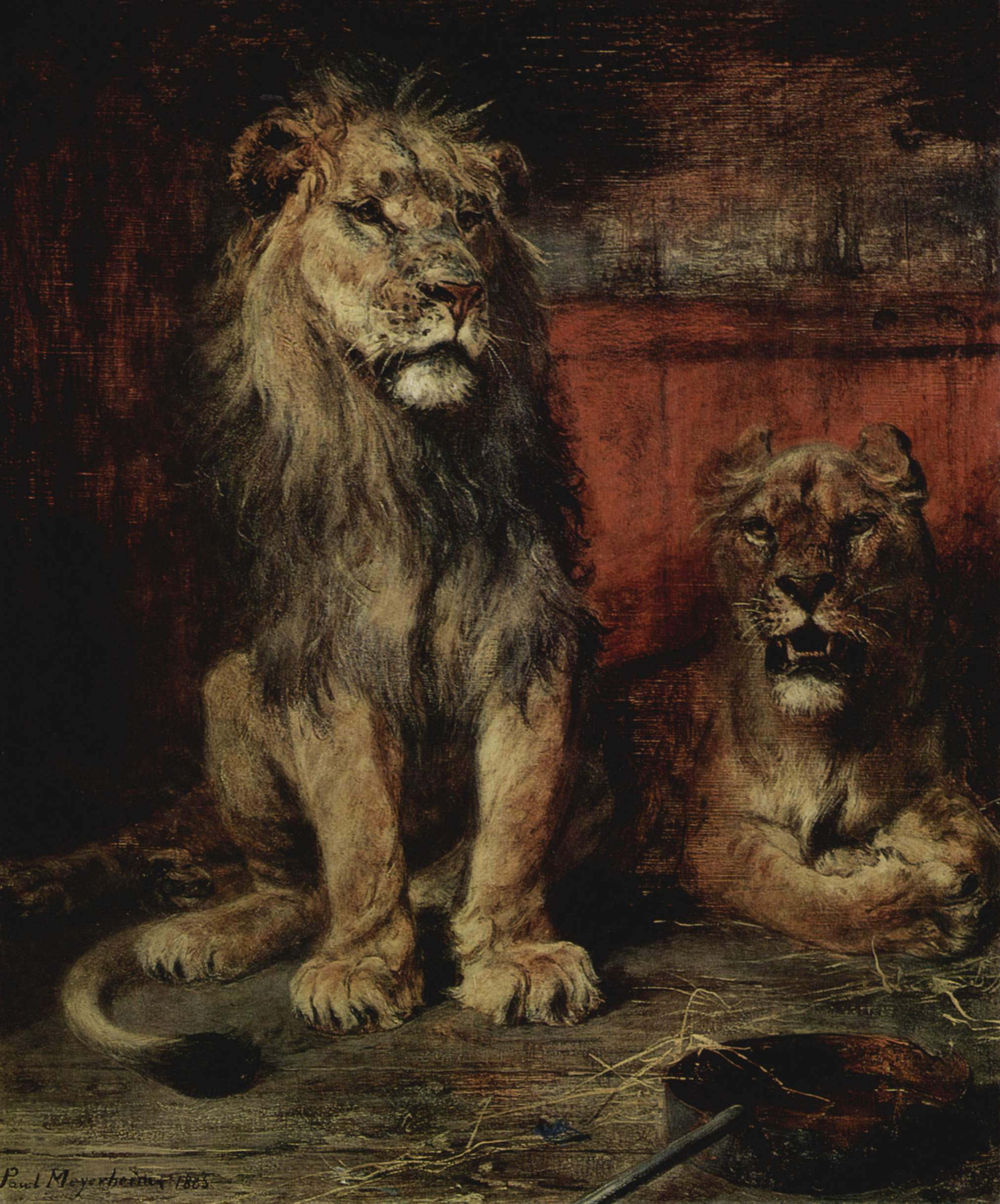
Les Lions (1885)